# Zürcher Hallenhandball-Meisterschaften
Die Zürcher Hallenhandball-Meisterschaften waren die Hallenhandball-Meisterschaften des Kantons Zürich und Umgebung.

## Modus
Zwischen 1950 und 1953 spielte der Zürcher Meister gegen die anderen Regionalmeister um den Schweizer Meister.
Ab der Saison 1953/54 gab es eine Nationalliga A und Nationalliga B, daher spielten die besten Teams nicht mehr an den Zürcher Meisterschaften.

## Zürcher Meister 1940–1958
| Saison  | Meister                 | Vizemeister    | Resultat |
| ------- | ----------------------- | -------------- | -------- |
| 1940    | Grasshopper Club Zürich | HC Amicitia    | 8 : 5    |
| 1941    | Grasshopper Club Zürich |                |          |
| 1942    | Grasshopper Club Zürich |                |          |
| 1943    | HC Amicitia             |                |          |
| 1944    | Grasshopper Club Zürich |                |          |
| 1945    | Grasshopper Club Zürich |                |          |
| 1946    | Grasshopper Club Zürich |                |          |
| 1947    | Grasshopper Club Zürich |                |          |
| 1948    | Grasshopper Club Zürich |                |          |
| 1949    | Grasshopper Club Zürich |                |          |
| 1949/50 | Grasshopper Club Zürich | TV Unterstrass | 18–14 P. |
| 1951    | Grasshopper Club Zürich |                |          |
| 1952    | Grasshopper Club Zürich |                |          |
| 1953    | TV Unterstrass          |                |          |
| 1954    | LC Zürich               |                |          |
| 1955    | MKG Baden               |                |          |
| 1956    | TV Kaufleute Zürich     |                |          |
| 1957    | Pfadi Sporttrupp Zürich |                |          |
| 1958    | Pfadi Sporttrupp Zürich |                |          |

## Zürcher Junioren Meister 1941–1955
| Saison  | Meister                 | Vizemeister | Resultat |
| ------- | ----------------------- | ----------- | -------- |
| 1941    | Grasshopper Club Zürich |             |          |
| 1942    | Grasshopper Club Zürich |             |          |
| 1943    | Keine Austragung        |             |          |
| 1944    | Keine Austragung        |             |          |
| 1945    | HC Bally Arola          |             |          |
| 1946    | HC Oerlikon             |             |          |
| 1947    | HC Oerlikon             |             |          |
| 1948    | Grasshopper Club Zürich |             |          |
| 1949    | LC Zürich               |             |          |
| 1949/50 | FC Oerlikon             | Gymnasium   |          |
| 1951    | TV Unterstrass          |             |          |
| 1952    | HC Oerlikon             |             |          |
| 1953    | LC Zürich               |             |          |
| 1954    | HC Amicitia             |             |          |
| 1955    | Grasshopper Club Zürich |             |          |

## Zürcher Schüler Meister 1940
| Saison | Meister   | Vizemeister | Resultat |
| ------ | --------- | ----------- | -------- |
| 1940   | Riedtli A | Milchbuck A | 6:3      |

## Zürcher Gymnasium Meister 1940
| Saison | Meister     | Vizemeister | Resultat |
| ------ | ----------- | ----------- | -------- |
| 1940   | Gymnasium C | Gymnasium A | 5:3      |

## Zürcher Senioren Meister 1957–1958
| Saison  | Meister                 | Vizemeister             | Resultat |
| ------- | ----------------------- | ----------------------- | -------- |
| 1948/49 | TV Unterstrass          |                         |          |
| 1949/50 | TV Unterstrass          | Grasshopper Club Zürich | 4:2      |
| 1957    | Grasshopper Club Zürich |                         |          |
| 1958    | Grasshopper Club Zürich |                         |          |